# Jon McLaughlin
Jon McLaughlin (ur. 27 września 1982 w Anderson, stan Indiana) – amerykański piosenkarz poprockowy, autor tekstów piosenek, pianista. Jego debiutancki album, Indiana został wydany 1 maja 2007 r., poprzedzona swoim pierwszym minialbumem Industry, znanym również jako Jon McL, wydanym w lutym 2007. McLaughlin powrócił w 2008 r. z singlem Beating My Heart. Singiel ten jest częścią jego drugiego albumu zatytułowanego OK Now.

## Dyskografia

### Albumy
| Rok  | Album                                                                                    | Pozycja na liście | Pozycja na liście | Certyfikaty                                     |
| Rok  | Album                                                                                    | USA               | UK                | Certyfikaty                                     |
| ---- | ---------------------------------------------------------------------------------------- | ----------------- | ----------------- | ----------------------------------------------- |
| 2007 | Industry - Pierwsze EP - Wydany: 20 lutego 2007 - Formaty: digital download              | —                 | —                 | - Sprzedaż w USA: — - Certyfikat RIAA: —        |
| 2007 | Indiana - 1. album studyjny - Wydany: 1 maja 2007 - Formaty: CD, digital download        | 81                | —                 | - Sprzedaż w USA: 90,000+ - Certyfikat RIAA: —  |
| 2008 | OK Now - 2. album studyjny - Wydany: 7 października 2008 - Formaty: CD, digital download | 49                | —                 | - Sprzedaż w USA: 107,000+ - Certyfikat RIAA: — |

### Albumy niezależne
- 2003: Up Until Now[1]
- 2004: Jon McLaughlin[1]
- 2005: Songs I Wrote and Later Recorded[1]

### Single
| Rok  | Singiel              | Pozycje na listach   | Pozycje na listach        | Album                 |
| Rok  | Singiel              | US Billboard Hot 100 | US Billboard Adult Top 40 | Album                 |
| ---- | -------------------- | -------------------- | ------------------------- | --------------------- |
| 2007 | "Industry"           | —                    | —                         | Industry EP / Indiana |
| 2007 | "Beautiful Disaster" | —                    | 28                        | Indiana               |
| 2007 | "Human"              | —                    | —                         | Indiana               |
| 2008 | "Beating My Heart"   | —                    | 18                        | OK Now                |